# Стефан Страндберг
Стефан Страндберг (норв. Stefan Strandberg, нар. 25 липня 1990, Люнгдал) — норвезький футболіст, захисник «Волеренги» і національної збірної Норегії.

## Клубна кар'єра
У дорослому футболі дебютував 2006 року виступами за нижчолігову команду «Мандалскамератене», в якій провів три сезони.
На початку 2009 перейшов до «Волеренги», але заграти не зміг і вже влітку був відданий в оренду до «Брюне».
Своєю грою за останню команду знову привернув увагу представників тренерського штабу клубу «Волеренга», до складу якого повернувся в вересні 2009 року. Цього разу відіграв за команду з Осло наступні два сезони своєї ігрової кар'єри. Більшість часу, проведеного у складі «Волеренги», був основним гравцем захисту команди.
До складу клубу «Русенборг» приєднався на початку 2012 року і відразу став основним гравцем команди. За 3,5 сезони відіграв за команду з Тронгейма 79 матчів у національному чемпіонаті.
Влітку 2015 став гравцем російського «Краснодара». Спочатку мав регулярну ігрову практику у новій команді, однак згодом припинив потрапляти до її складу, а за рік був відданий в оренду до німецького друголігового клубу «Ганновер 96». Повернувшись із цієї оренди, деякий час взагалі не грав, згодом провів декілька ігора за другу команду «Краснодара», а протягом першої половини 2019 року знов грав в оренді, цього разу за «Урал».
Залишивши «Краснодар», першу половину 2020 року провів в італійському друголіговому «Трапані», після чого знову грав у Росії за «Урал», вже на умовах короткострокового повоцінного контракту.
Провівши сезон 2021/22 в Італії, де епізодично з'являвся на полі у складі «Салернітани», повернувся на батьківщину, знову ставши гравцем «Волеренги».

## Виступи за збірні
2005 року дебютував у складі юнацької збірної Норвегії, взяв участь у 12 іграх на юнацькому рівні, відзначившись 1 забитим голом.
Протягом 2010-2012 років залучався до складу молодіжної збірної Норвегії. На молодіжному рівні зіграв у 24 офіційних матчах.
З 2013 року викликається до лав національної збірної Норегії.

## Статистика виступів
Станом на 5 серпня 2022

### Статистика клубних виступів
| Сезон                         | Клуб                          | Чемпіонат                     | Чемпіонат | Чемпіонат | Національний кубок | Національний кубок | Національний кубок | Континентальні кубки | Континентальні кубки | Континентальні кубки | Суперкубок | Суперкубок | Суперкубок | Усього | Усього |
| Сезон                         | Клуб                          | Ліга                          | Ігор      | Голів     | Ліга               | Ігор               | Голів              | Ліга                 | Ігор                 | Голів                | Ліга       | Ігор       | Голів      | Ігор   | Голів  |
| ----------------------------- | ----------------------------- | ----------------------------- | --------- | --------- | ------------------ | ------------------ | ------------------ | -------------------- | -------------------- | -------------------- | ---------- | ---------- | ---------- | ------ | ------ |
| 2006                          | «Мандалскамератене»           | 2Д                            | ?         | ?         | КН                 | ?                  | ?                  | —                    | —                    | —                    | —          | —          | —          | ?      | ?      |
| 2007                          | «Мандалскамератене»           | A                             | 8         | 0         | КН                 | ?                  | ?                  | —                    | —                    | —                    | —          | —          | —          | 7+     | 0+     |
| 2008                          | «Мандалскамератене»           | 2Д                            | ?         | ?         | КН                 | ?                  | ?                  | —                    | —                    | —                    | —          | —          | —          | ?      | ?      |
| Усього за «Мандалскамератене» | Усього за «Мандалскамератене» | Усього за «Мандалскамератене» | 7+        | 0+        |                    | ?                  | ?                  |                      | —                    | —                    |            | —          | —          | 7+     | 0+     |
| 2009                          | «Волеренга»                   | T                             | 0         | 0         | CN                 | 2                  | 0                  | КН                   | —                    | —                    | СН         | 0          | 0          | 2      | 0      |
| 2009                          | «Брюне»                       | A                             | 4         | 0         | КН                 | 0                  | 0                  | —                    | —                    | —                    | —          | —          | —          | 4      | 0      |
| 2009                          | «Волеренга»                   | T                             | 5         | 0         | КН                 | —                  | —                  | ЛЄ                   | —                    | —                    | СН         | —          | —          | 5      | 0      |
| 2010                          | «Волеренга»                   | T                             | 28        | 1         | КН                 | 1                  | 0                  | —                    | —                    | —                    | —          | —          | —          | 29     | 1      |
| 2011                          | «Волеренга»                   | T                             | 26        | 1         | КН                 | 2                  | 1                  | ЛЄ                   | 4                    | 0                    | —          | —          | —          | 32     | 2      |
| 2012                          | «Русенборг»                   | T                             | 23        | 2         | КН                 | 3                  | 1                  | ЛЄ                   | 10                   | 0                    | —          | —          | —          | 36     | 3      |
| 2013                          | «Русенборг»                   | ЕС                            | 23        | 1         | КН                 | 6                  | 0                  | ЛЄ                   | 2                    | 0                    | -          | -          | -          | 31     | 1      |
| 2014                          | «Русенборг»                   | ЕС                            | 20        | 1         | КН                 | 2                  | 0                  | ЛЄ                   | 5                    | 0                    | -          | -          | -          | 27     | 1      |
| січ.-лип. 2015                | «Русенборг»                   | ЕС                            | 13        | 0         | КН                 | 2                  | 0                  | ЛЄ                   | 0                    | 0                    | -          | -          | -          | 15     | 0      |
| Усього за «Русенборг»         | Усього за «Русенборг»         | Усього за «Русенборг»         | 79        | 4         |                    | 13                 | 1                  |                      | 17                   | 0                    |            | -          | -          | 109    | 5      |
| 2015–16                       | «Краснодар»                   | ПЛ                            | 15        | 0         | КІ                 | 3                  | 0                  | ЛЄ                   | 8                    | 0                    | -          | -          | -          | 26     | 0      |
| лип.-серп. 2016               | «Краснодар»                   | ПЛ                            | 1         | 0         | КІ                 | 0                  | 0                  | ЛЄ                   | 2                    | 0                    | -          | -          | -          | 3      | 0      |
| серп. 2016–17                 | «Ганновер 96»                 | 2БЛ                           | 12        | 1         | КН                 | 1                  | 0                  | -                    | -                    | -                    | -          | -          | -          | 13     | 1      |
| 2017–18                       | «Краснодар»                   | ПЛ                            | 0         | 0         | КІ                 | 0                  | 0                  | ЛЄ                   | 0                    | 0                    | -          | -          | -          | 0      | 0      |
| 2018-січ. 2019                | «Краснодар»                   | ПЛ                            | 0         | 0         | КІ                 | 0                  | 0                  | ЛЄ                   | 0                    | 0                    | -          | -          | -          | 0      | 0      |
| Усього за «Краснодар»         | Усього за «Краснодар»         | Усього за «Краснодар»         | 16        | 0         |                    | 3                  | 0                  |                      | 10                   | 0                    |            | -          | -          | 29     | 0      |
| 2018-січ. 2019                | «Краснодар-2»                 | ПФНЛ                          | 5         | 0         | -                  | -                  | -                  | -                    | -                    | -                    | -          | -          | -          | 5      | 0      |
| січ.-черв. 2019               | «Урал»                        | ПЛ                            | 10        | 0         | КІ                 | 3                  | 0                  | -                    | -                    | -                    | -          | -          | -          | 13     | 0      |
| груд. 2019–20                 | «Трапані»                     | B                             | 12        | 0         | КІ                 | -                  | -                  | -                    | -                    | -                    | -          | -          | -          | 12     | 0      |
| 2020–21                       | «Урал»                        | ПЛ                            | 17        | 1         | КІ                 | 1                  | 0                  | -                    | -                    | -                    | -          | -          | -          | 18     | 1      |
| Усього за «Урал»              | Усього за «Урал»              | Усього за «Урал»              | 27        | 1         |                    | 4                  | 0                  |                      |                      |                      |            |            |            | 31     | 1      |
| 2021–22                       | «Салернітана»                 | A                             | 11        | 0         | КІ                 | 1                  | 0                  | -                    | -                    | -                    | -          | -          | -          | 12     | 0      |
| серп.-груд. 2022              | «Волеренга»                   | ЕС                            | 0         | 0         | КН                 | -                  | -                  | -                    | -                    | -                    | -          | -          | -          | 0      | 0      |
| Усього за «Волеренгу»         | Усього за «Волеренгу»         | Усього за «Волеренгу»         | 59        | 2         |                    | 5                  | 1                  |                      | 4                    | 0                    |            | -          | -          | 68     | 3      |
| Усього за кар'єру             | Усього за кар'єру             | Усього за кар'єру             | 216+      | 8+        |                    | 27+                | 2+                 |                      | 31                   | 0                    |            | -          | -          | 274+   | 10+    |

### Статистика виступів за збірну
Станом на 5 серпня 2022
| Дата       | Місто         | Господарі   | Результат  | Гості             | Турнір                               | Голи | Примітки  |
| ---------- | ------------- | ----------- | ---------- | ----------------- | ------------------------------------ | ---- | --------- |
| 19-11-2013 | Молде         | Норвегія    | 0 – 1      | Шотландія         | товариський матч                     | -    | 65'       |
| 15-1-2014  | Абу-Дабі      | Молдова     | 1 – 2      | Норвегія          | товариський матч                     | -    | 62'       |
| 18-1-2014  | Абу-Дабі      | Польща      | 3 – 0      | Норвегія          | товариський матч                     | -    |           |
| 3-9-2015   | Софія (місто) | Болгарія    | 0 – 1      | Норвегія          | Відбір до ЧЄ 2016                    | -    | 87'       |
| 29-3-2016  | Осло          | Норвегія    | 2 – 0      | Фінляндія         | товариський матч                     | -    |           |
| 29-5-2016  | Порту         | Португалія  | 3 – 0      | Норвегія          | товариський матч                     | -    |           |
| 5-6-2016   | Брюссель      | Бельгія     | 3 – 2      | Норвегія          | товариський матч                     | -    | 73'       |
| 31-8-2016  | Осло          | Норвегія    | 0 – 1      | Білорусь          | товариський матч                     | -    |           |
| 8-10-2016  | Баку          | Азербайджан | 1 – 0      | Норвегія          | Відбір до ЧС 2018                    | -    |           |
| 11-10-2016 | Осло          | Норвегія    | 4 – 1      | Сан-Марино        | Відбір до ЧС 2018                    | -    |           |
| 8-10-2020  | Осло          | Норвегія    | 1 – 2 д.ч. | Сербія            | Відбір до ЧЄ 2020                    | -    | 91'       |
| 11-10-2020 | Осло          | Норвегія    | 4 – 0      | Румунія           | Ліга націй УЄФА 2020-2021 - 1-й етап | -    |           |
| 14-10-2020 | Осло          | Норвегія    | 1 – 0      | Північна Ірландія | Ліга націй УЄФА 2020-2021 - 1-й етап | -    |           |
| 24-3-2021  | Гібралтар     | Гібралтар   | 0 – 3      | Норвегія          | Відбір до ЧС 2022                    | -    |           |
| 30-3-2021  | Подгориця     | Чорногорія  | 0 – 1      | Норвегія          | Відбір до ЧС 2022                    | -    | 90' 90+1' |
| 2-6-2021   | Малага        | Норвегія    | 1 – 0      | Люксембург        | товариський матч                     | -    |           |
| 6-6-2021   | Малага        | Норвегія    | 1 – 2      | Греція            | товариський матч                     | 1    |           |
| 1-9-2021   | Осло          | Норвегія    | 1 – 1      | Нідерланди        | Відбір до ЧС 2022                    | -    |           |
| 4-9-2021   | Рига          | Латвія      | 0 – 2      | Норвегія          | Відбір до ЧС 2022                    | -    |           |
| 8-10-2021  | Стамбул       | Туреччина   | 1 – 1      | Норвегія          | Відбір до ЧС 2022                    | -    |           |
| 11-10-2021 | Осло          | Норвегія    | 2 – 0      | Чорногорія        | Відбір до ЧС 2022                    | -    |           |
| 13-11-2021 | Осло          | Норвегія    | 0 – 0      | Латвія            | Відбір до ЧС 2022                    | -    |           |
| 16-11-2021 | Роттердам     | Нідерланди  | 2 – 0      | Норвегія          | Відбір до ЧС 2022                    | -    |           |
| 29-3-2022  | Осло          | Норвегія    | 9 – 0      | Вірменія          | товариський матч                     | -    | 63'       |
| 2-6-2022   | Белград       | Сербія      | 0 – 1      | Норвегія          | Ліга націй УЄФА 2022-2023 - 1-й етап | -    |           |
| 5-6-2022   | Стокгольм     | Швеція      | 1 – 2      | Норвегія          | Ліга націй УЄФА 2022-2023 - 1-й етап | -    |           |
| 12-6-2022  | Осло          | Норвегія    | 3 – 2      | Швеція            | Ліга націй УЄФА 2022-2023 - 1-й етап | -    |           |
| Усього     |               | Матчів      | 27         |                   | Голів                                | 1    |           |